# Traugott Andreas von Biedermann
Traugott Andreas Biedermann, ab 1802 Freiherr von Biedermann (* 29. November 1743 in Annaberg; † 2. November 1814 in Dresden) war ein deutscher Politiker und Rechtswissenschaftler.

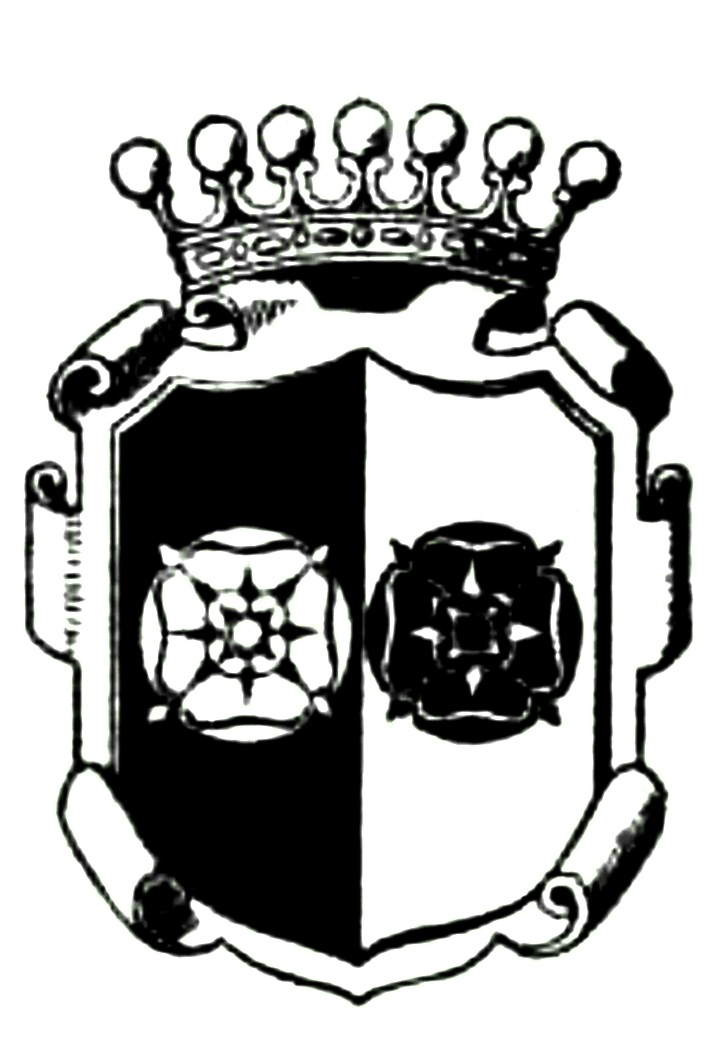
Wappen der Freiherren von Biedermann

## Leben
Traugott Andreas Biedermann war das zehnte Kind von Johann August Biedermann. Nach dem Besuch der Lateinschule seiner Heimatstadt, studierte Biedermann seit September 1759 Rechtswissenschaften an der Universität Leipzig. 1764 wechselte er an die Universität Frankfurt/Oder und 1769 an die Universität Halle. Dort beendete er zwei Jahre darauf sein Studium, indem er zum Doktor der Rechte promoviert wurde. Die Dissertation trug den Titel Dissertatio Inauguralis Iuris Publ. Eccles. De Iure Reformandi Territoriali Ad Tres Religiones In Imperio R. G. Receptas Haud Restricto, Ad Verba Finalia Art. VII. P. O.
In dieser Zeit wirkte Biedermann an den Hallischen Gelehrten Zeitungen mit. Außerdem war er Hauslehrer eines Sohnes eines Geheimen Finanzrates und danach eines Sohnes des Staatsministers Ernst Wilhelm von Schlabrendorf. Nach seiner Promotion kehrte er nach Leipzig zurück und publizierte dort 1772 eine weitere Dissertation. Seit diesem Jahr wirkte er an der Universität als Privatdozent. Er las das deutsche Staats-, Privat- und Lehnrecht.
1777 wurde Biedermann sowohl als Oberhofgerichts- als auch als Advokat des Konsistoriums eingesetzt und auch Konsulent der Kaufmannschaft. Dies blieb er für fünf Jahre. In dieser Zeit wirkte er auch an August Friedrich Schotts Unpartheyischer Critik mit, die sich mit damaligen juristischen Werken und der Situation an der Leipziger Universität befasste.
1783 beendete Biedermann seine Tätigkeit an der Universität, denn er wurde nach Dresden in den Staatsdienst berufen, womit er seine Gelehrten- mit einer Beamtenlaufbahn tauschte. In diesem Jahr wurde er zum kurfürstlich sächsischen Hof- und Justizrat ernannt. 1785 wurde er daneben Geheimer Kabinettssekretär im inländischen Departement. Seit 1801 fungierte er als Direktor des dritten Departements im Geheimen Finanzkollegium und wurde auch Geheimrat. Dort stieg er nachher zum Vize- und später zum ersten Präsidenten auf.
Weil sich Biedermann im höheren Staatsdienst als verdienter und treuer Beamter zeigte, aber auch, weil seine Mutter vom schottischen Lindsay-Clan abstammte, erhob ihn Franz II. 1802 in den Freiherrenstand. 1807 gehörte Biedermann einer Kommission an, die sich damit befasste, welche Folgen die napoleonischen Kriege haben würden und wie man diese Folgen beseitigen könne.
Biedermann galt als diensteifriger, rechtschaffener Beamter von hohem Wissen. Ihm vertraute auch Kurfürst Friedrich August III., später als Friedrich August I. erster König von Sachsen.
1814 verstarb Biedermann in Dresden. Er erreichte ein Alter von 70 Jahren und wurde auf dem Inneren Neustädter Friedhof neben seiner 1793 verstorbenen Frau bestattet.

## Familie
Traugott Andreas Biedermanns Vater Johann August Biedermann (1701–1762) wirkte als General-Akzise-Inspektor, Syndikus, Ratsherr sowie Richter in Annaberg. Dessen Frau Dorothea Sophia, eine geborene Stock, lebte von 1703 bis nach 1787.
Biedermann hatte folgende Geschwister:
- Dorothea Magdalena (1726 bis vor 1729)
- Johanna Dorothea (* 1727)
- Johann August (* 1729)
- Johann Wilhelm (1731–1782), Theologe und Hauslehrer
- Johann Andreas (1733–1759), Jurist
- Christian Gottlob (1735–1811), Rechtspraktikant, General-Akzise-Inspektor, Stadtrichter und Bürgermeister in Annaberg
- Concordia Sophia (1737–1781)
- Juliane Christiane (1739–1814/1827)
- Ehrenhold Friedrich (1741–1794), Notar

Biedermann hatte 1785 Caroline Dorothea geheiratet, eine geborene Richter, Tochter eines Kaufmanns. Sie lebte von 1757 bis 1793. Der Ehe entstammen folgende zwei Söhne und Töchter:
- Gustav Heinrich (1789–1862), Jurist, Amtshauptmann und Annaberger Ehrenbürger
- Moritz Wilhelm (1792–1812), Leutnant
- Cäcilie Sophie Elisabeth (1790–1867)
- Adelhaide Caroline (1791–1839)

## Werke
eigenständige Werke
- De iure reformandi teoritoriali ad tres religiones in imperio R. G. receptas haud restricto ad verba finalia art. VII, P. O. (Halle 1771)
- De visitatione et revisione camerali tamquam causa regiminis vi potestatis inspectoriae instituenda (Leipzig 1772)

Mitarbeit
- August Friedrich Schott: Unpartheyische Critik über die neuesten juristischen Schriften: wie auch zuverlässige Nachrichten von dem gegenwärtigen Zustand der Leipziger Akademie (Leipzig 1768 bis 1782)